# Куїнчинетто
Куїнчинетто (італ. Quincinetto, п'єм. Quinsné) — муніципалітет в Італії, у регіоні П'ємонт,  метрополійне місто Турин.
Куїнчинетто розташоване на відстані близько 560 км на північний захід від Рима, 60 км на північ від Турина.
Населення — 1020 осіб (2014).
Щорічний фестиваль відбувається Великоднього понеділка. Покровитель — Найсвятіший Спаситель.

## Демографія
Населення за роками:

Станом на 1 січня 2023 року в муніципалітеті офіційно проживало 30 іноземців з 9 країн, серед них 17 громадян країн Євросоюзу та 4 громадяни України.

## Сусідні муніципалітети
- Карема
- Доннас
- Сеттімо-Віттоне
- Таваньяско
- Траверселла
- Траузелла
- Віко-Канавезе